# Navacepedilla de Corneja
Navacepedilla de Corneja ist ein zentralspanischer Ort und eine Gemeinde (Municipio) mit 100 Einwohnern (Stand: 2024) in der Provinz Ávila in der Autonomen Region Kastilien-León. Neben dem Hauptort Navacepedilla de Corneja gehört der Weiler Garganta de los Hornos zur Gemeinde.

## Lage und Klima
Die Gemeinde Navacepedilla de Corneja liegt auf der Nordseite der Sierra de Gredos im Südwesten der Provinz Ávila in einer Höhe von ca. 1255 m. Die Entfernung nach Ávila beträgt knapp 50 km (Fahrtstrecke) in ostnordöstlicher Richtung. Das Klima ist gemäßigt bis warm; der Regen (838 mm/Jahr) fällt mit Ausnahme der trockenen Sommermonate übers Jahr verteilt.

## Bevölkerungsentwicklung
| Jahr      | 1970 | 1981 | 1991 | 2001 | 2011 | 2021 |
| Einwohner | 350  | 220  | 156  | 137  | 112  | 92   |

## Sehenswürdigkeiten
- Martinskirche
- Johannes-der-Täufer-Kapelle